# Geotrigona kaba
Geotrigona kaba är en biart som beskrevs av Gonzalez och Sepúlveda 2007. Geotrigona kaba ingår i släktet Geotrigona och familjen långtungebin. Inga underarter finns listade i Catalogue of Life.